# Clarence F. Lea

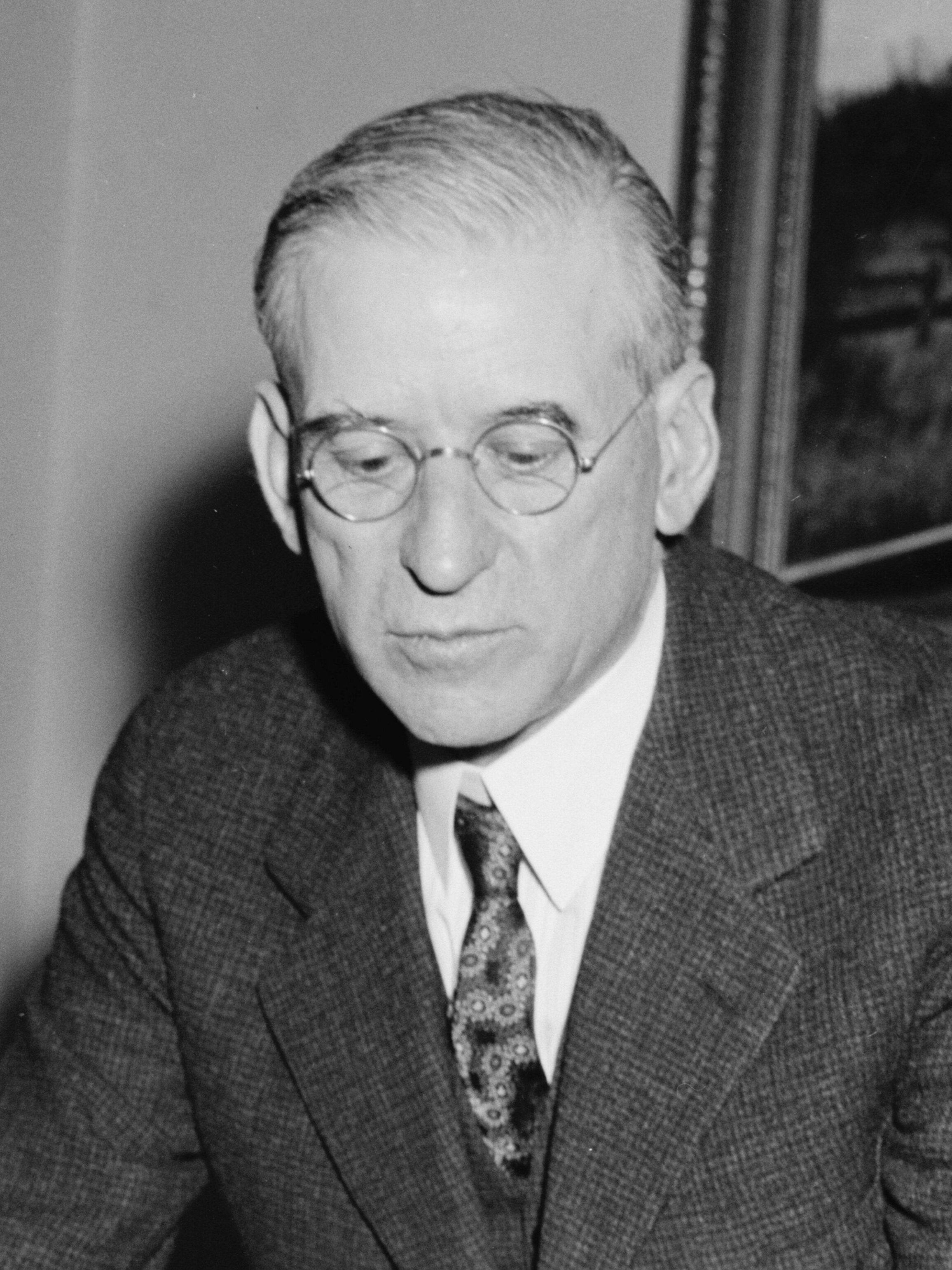
Clarence F. Lea (1939)

Clarence Frederick Lea (* 11. Juli 1874 bei Highland Springs, Lake County, Kalifornien; † 20. Juni 1964 in Santa Rosa, Kalifornien) war ein US-amerikanischer Politiker. Zwischen 1917 und 1949 vertrat er den Bundesstaat Kalifornien im US-Repräsentantenhaus.

## Werdegang
Clarence Lea besuchte die öffentlichen Schulen seiner Heimat sowie die Lakeport Academy. Daran schloss sich ein Studium an der Stanford University an. Nach einem anschließenden Jurastudium an der University of Denver und seiner 1898 erfolgten Zulassung als Rechtsanwalt begann er in Santa Rosa in diesem Beruf zu arbeiten. Zwischen 1907 und 1917 war er Bezirksstaatsanwalt im Sonoma County. In den Jahren 1916 und 1917 fungierte er als Präsident der Vereinigung der Bezirksstaatsanwälte in Kalifornien. Gleichzeitig schlug er als Mitglied der Demokratischen Partei eine politische Laufbahn ein.
Bei den Kongresswahlen des Jahres 1916 wurde Lea im ersten Wahlbezirk von Kalifornien in das US-Repräsentantenhaus in Washington, D.C. gewählt, wo er am 4. März 1917 die Nachfolge von William Kent antrat. Nach 15 Wiederwahlen konnte er bis zum 3. Januar 1949 insgesamt 16 Legislaturperioden im Kongress absolvieren. Diese waren von den Ereignissen des Ersten und des Zweiten Weltkrieges geprägt. Seit 1937 war Lea Vorsitzender des Ausschusses für Binnen- und Außenhandel. Im Jahr 1948 verzichtete er auf eine weitere Kandidatur.
Zwischen 1949 und 1954 arbeitete Lea in der Öffentlichkeitsarbeit in Washington. Er starb am 20. Juni 1964 in Santa Rosa.